# Вестгейт (Айова)
Вестгейт (англ. Westgate) — місто (англ. city) в США, в окрузі Фаєтт штату Айова. Населення — 192 особи (2020).

## Географія
Вестгейт розташований за координатами 42°46′6″ пн. ш. 91°59′44″ зх. д. / 42.76833° пн. ш. 91.99556° зх. д. (42.768239, -91.995596).  За даними Бюро перепису населення США в 2010 році місто мало площу 0,92 км², уся площа — суходіл.

## Демографія
Згідно з переписом 2010 року, у місті мешкало 211 особа в 88 домогосподарствах у складі 56 родин. Густота населення становила 229 осіб/км².  Було 97 помешкань (105/км²).
Расовий склад населення:
| - 98,6 % — білих - 0,9 % — чорних або афроамериканців |

До двох чи більше рас належало 0,5 %. Частка іспаномовних становила 0,5 % від усіх жителів.
За віковим діапазоном населення розподілялося таким чином: 22,3 % — особи молодші 18 років, 64,4 % — особи у віці 18—64 років, 13,3 % — особи у віці 65 років та старші. Медіана віку мешканця становила 42,6 року. На 100 осіб жіночої статі у місті припадало 104,9 чоловіків;  на 100 жінок у віці від 18 років та старших — 105,0 чоловіків також старших 18 років.
Середній дохід на одне домашнє господарство  становив 59 408 доларів США (медіана — 52 361), а середній дохід на одну сім'ю — 70 632 долари (медіана — 60 313). За межею бідності перебувало 2,7 % осіб, у тому числі 0,0 % дітей у віці до 18 років та 0,0 % осіб у віці 65 років та старших.
Цивільне працевлаштоване населення становило 117 осіб. Основні галузі зайнятості: виробництво — 27,4 %, освіта, охорона здоров'я та соціальна допомога — 17,9 %, роздрібна торгівля — 16,2 %.